# Sekerské Chalupy
Sekerské Chalupy (németül: Hackenhäuser) Stará Voda településrésze Csehországban a Karlovy Vary-i kerület Chebi járásában. Központi községétől 2 km-re délre fekszik. A 2001-es népszámlálási adatok szerint 55 lakóháza és 62 lakosa van.